# Blackout (Chakuza-und-Bizzy-Montana-Album)
Blackout ist ein Kollaboalbum der beiden Rapper Chakuza und Bizzy Montana. Es wurde am 6. Oktober 2006 über Bushidos Musiklabel ersguterjunge veröffentlicht. Das Album wurde innerhalb von nur zwei Wochen aufgenommen.

## Titelliste
| #  | Titel                     | Gastbeiträge | Produzent     | Länge |
| -- | ------------------------- | ------------ | ------------- | ----- |
| 1  | Intro                     |              | Beatlefield   | 2:04  |
| 2  | Blackout                  |              | Beatlefield   | 3:58  |
| 3  | Regentage                 | Billy13      | Beatlefield   | 3:12  |
| 4  | Hier/Da                   |              | Bizzy Montana | 3:44  |
| 5  | Zu viel                   | Midy Kosov   | Bizzy Montana | 3:07  |
| 6  | Geschichten schreiben     |              | Beatlefield   | 2:58  |
| 7  | Herz, Blut, Lunge (Remix) |              | Beatlefield   | 3:21  |
| 8  | Was ist passiert          |              | Bizzy Montana | 3:27  |
| 9  | Zu lange                  | D-Bo & Nyze  | Beatlefield   | 3:18  |
| 10 | Ja und nein               |              | Screwaholic   | 3:32  |
| 11 | Alles                     |              | Beatlefield   | 2:55  |
| 12 | Es kommt wie es kommt     | Midy Kosov   | Bizzy Montana | 3:07  |
| 13 | Hand im Feuer Pt. 2       | Joshi & Raf  | Beatlefield   | 3:21  |
| 14 | Feiner Sand               |              | Beatlefield   | 2:52  |
| 15 | Ganxta Ganxta             |              | Beatlefield   | 2:36  |
| 16 | Wozu                      |              | Beatbull      | 3:23  |
| 17 | Macht was ihr wollt       |              | Beatlefield   | 2:49  |
| 18 | Kein Zurück               | Raf          | Beatlefield   | 3:03  |
| 19 | Outro                     |              | Beatlefield   | 0:35  |

## Produktion
Vier verschiedene Produzenten waren für die Produktion von Blackout verantwortlich. Hauptproduzent war das Produzentenduo Beatlefield, bestehend aus Chakuza und DJ Stickle. Bizzy Montana steuerte die vier Songs Hier/Da, Zu viel, Es kommt wie es kommt und Was ist passiert bei. Der Track Ja und nein wurde von Screwaholic, der zur Zeit, als das Album erschien, bei ersguterjunge unter Vertrag stand, produziert. Beatbull produzierte das Lied Wozu. Die Tracks wurden alle von Beatlefield im ersgutesstudio in Berlin aufgenommen. DJ Stickle mischte dort alle Songs ab. Das Mastering übernahm Dirk Niemeier in den Emil Berliner Studios.

## Gastbeiträge
Insgesamt sind auf der CD acht Features vertreten. Dabei sind Raf und Midy Kosov zweimal vertreten. Billy (ehemals Billy 13), die früher bei ersguterjunge unter Vertrag war, wirkt auf dem Song Regentage mit. Auf dem Song Zu viel ist Midy Kosov zu hören, der auch auf Es kommt wie es kommt vertreten ist. Raf ist auf den Songs Kein zurück sowie Hand im Feuer Pt. 2 zu hören. Auf Letzterem ist auch Joshi Mizu vertreten. Auf Zu lange sind Nyze und D-Bo zu hören.

## Covergestaltung
Auf dem Cover sind Chakuza und Bizzy Montana vor einer Mauer stehend zu sehen. Dabei trägt Bizzy Montana ein weißes und Chakuza ein schwarzes T-Shirt. Allgemein ist das Cover ziemlich düster gehalten. Darunter sind die Konturen der beiden Künstler gezeichnet, wobei hier Chakuza in schwarz und Bizzy Montana in weiß dargestellt wird. Auf der Rückseite des Booklets wiederum ist Chakuza in weiß und Bizzy Montana in schwarz gestaltet. Das Booklet wurde von Ben Baumgarten gestaltet. Die Fotos wurden von Ron Giebels erstellt.